# Disney Magicboard Online
Disney Magicboard Online (迪士尼魔幻飞板) es un videojuego en línea de carreras basado en los personajes clásicos de Disney. Fue desarrollado en China por la compañía Shanda bajo la licencia de The Walt Disney Company.